# Mesembriantemòidia
Mesembryanthemoideae és una subfamília de plantes suculentes dins la família Aizoaceae. Estudis recents, posen en dubte la divisió clàssica en gèneres i estableixen que tots ells pertanyen a un únic gènere (Mesembryanthemum), els altres gèneres quedarien com mers sinònims. La subfamília d'aquesta manera seria monogenèrica i amb unes 100 espècies, mentre que la divisió clàssica (que es presenta a sota) descriuria més de 1300 espècies, subespècies, varietats, formes i cultivars dins la subfamília.

## Gèneres clàssics
- Aptenia
- Aspazoma
- Brownanthus
- Caulipsolon
- Dactylopsis
- Mesembryanthemum
- Phyllobolus
  - P. subgen. Phyllolobus
  - P. subgen. Aridaria
  - P. subgen. Prenia
  - P. subgen. Sceletium
  - P. subgen. Sphalmanthus
- Pseudobrownanthus
- Psilocaulon
- Synaptophyllum